# Halcurias japonicus
Espèce
Halcurias japonicus est une espèce de la famille des Halcuriidae.

## Systématique
Le nom valide complet (avec auteur) de ce taxon est Halcurias japonicus Uchida (d), 2004.

## Publication originale
- Uchida, H. (2004). Actinologica Japonica (1) on the actiniarian family Halcuriidae from Japan. Kuroshio Biosphere. 1: 7-26, + Pl.